# Spring Valley (Nevada)
Spring Valley ist ein Vorort von Las Vegas im Clark County im US-Bundesstaat Nevada. Im Jahr 2010 lebte dort eine Gesamtbevölkerung von 178.395 Menschen auf einer Fläche von 86,4 km². Die Bevölkerungsdichte liegt bei 2064,8 Einwohner je km². Im Jahr 2003 wurde hier der Film View from the Top gedreht.

## Bevölkerung
Nach United States Census 2010 leben in Spring Valley 178.369 Menschen in 83.678 Haushalten.